# Operațiunea Iași-Chișinău
A nu se confunda cu Prima Ofensivă Iași-Chișinău.
Operațiunea Iași-Chișinău, (în limba rusă: Ясско-Кишинёвская операция – Iassko-Kișiniovskaia operația), cunoscută în literatura de specialitate și ca Bătălia pentru România sau ca A Doua Ofensivă Iași-Chișinău, se referă la luptele din răsăritul României dintre Armata Roșie și aliații germano-români de la sfârșitul lunii august și începutul lunii septembrie 1944. Obiectivul ofensivei sovietice a Fronturilor al 2-lea și al 3-lea Ucrainean era distrugerea Grupului de Armate Sud (în cadrul căruia luptau forțe germane și române) și să ocupe România. Operațiunea s-a încheiat cu pierderi de ambele părți, modificarea liniei frontului, coroborată cu ieșirea României din război (23 august 1944) de partea Axei și trecerea ulterioară de partea Aliaților.

## Contextul general
În 1944, Wehrmachtul a fost împins înapoi de-a lungul întregului front. Până în luna mai, Heeresgruppe Südukraine (Grupul de armate Ucraina de sud) a fost împins până pe frontiera României interbelice și a reușit să stabilească o linie defensivă pe Nistru, care nu s-a dovedit rezistentă, fiind străpunsă în două locuri de capetele de pod ale Armatei Roșii. Din iunie 1944, în acest sector de front s-a reinstaurat calmul, iar trupele Axei au avut răgaz să-și consolideze pozițiile. 
Dacă, până în iunie, Heeresgruppe Südukraine fusese una dintre cele mai puternice formații germane, din punct de vedere al blindatelor, în scurt timp situația s-a schimbat, cele mai multe tancuri fiind mutate în sectoarele de centru și de nord ale Frontului de Est, pentru a opri înaintarea Armatei Roșii în țările baltice, Belarus, Ucraina de nord și Polonia. În ajunul declanșării ofensivei sovietice, singura forță blindată rămasă pe front era Divizia I română de blindate și diviziile germane Panzer a 10-a și a 13-a. 

## Eșecul serviciilor de informații
Măsurile sovietice de camuflare a atacului au funcționat perfect, iar comandantul german, general-colonelul Friessner, declara la 18 august 1944, cu doar o zi mai înainte de declanșarea ofensivei, că nu se aștepta la niciun atac și că, dacă, totuși, ar fi fost o ofensivă, ar fi fost una de proporții reduse.

## Planul sovietic
Planul STAVKA pentru bătălie se baza pe o manevră de dublă învăluire a celor două fronturi ucrainene, al II-lea și al III-lea. 
Frontul al II-lea Ucrainean trebuia să străpungă frontul la nord de Iași și să cucerească podurile de pe Prut pentru a bloca retragerea trupelor germane. Apoi trebuia introdusă în luptă Armata a 6-a de tancuri, pentru a cuceri podurile de pe Siret și așa-zisa Poartă a Focșanilor, o linie fortificată dintre Siret și Dunăre. 
Frontul al III-lea Ucrainean urma să atace din zona capului de pod de peste Nistru, lângă Tiraspol, după care să-și îndrepte formațiile mobile spre nord-vest pentru joncțiunea cu Frontul al II-lea. Acțiunea era menită să ducă la încercuirea trupelor Axei în regiunea Chișinăului. 
După încheierea cu succes a încercuirii, Armata a 6-a de tancuri și Corpul Mecanizat de Gardă urmau să lanseze un atac spre București, câmpurile petrolifere și rafinăriile de pe Valea Prahovei.

## Desfășurarea luptelor

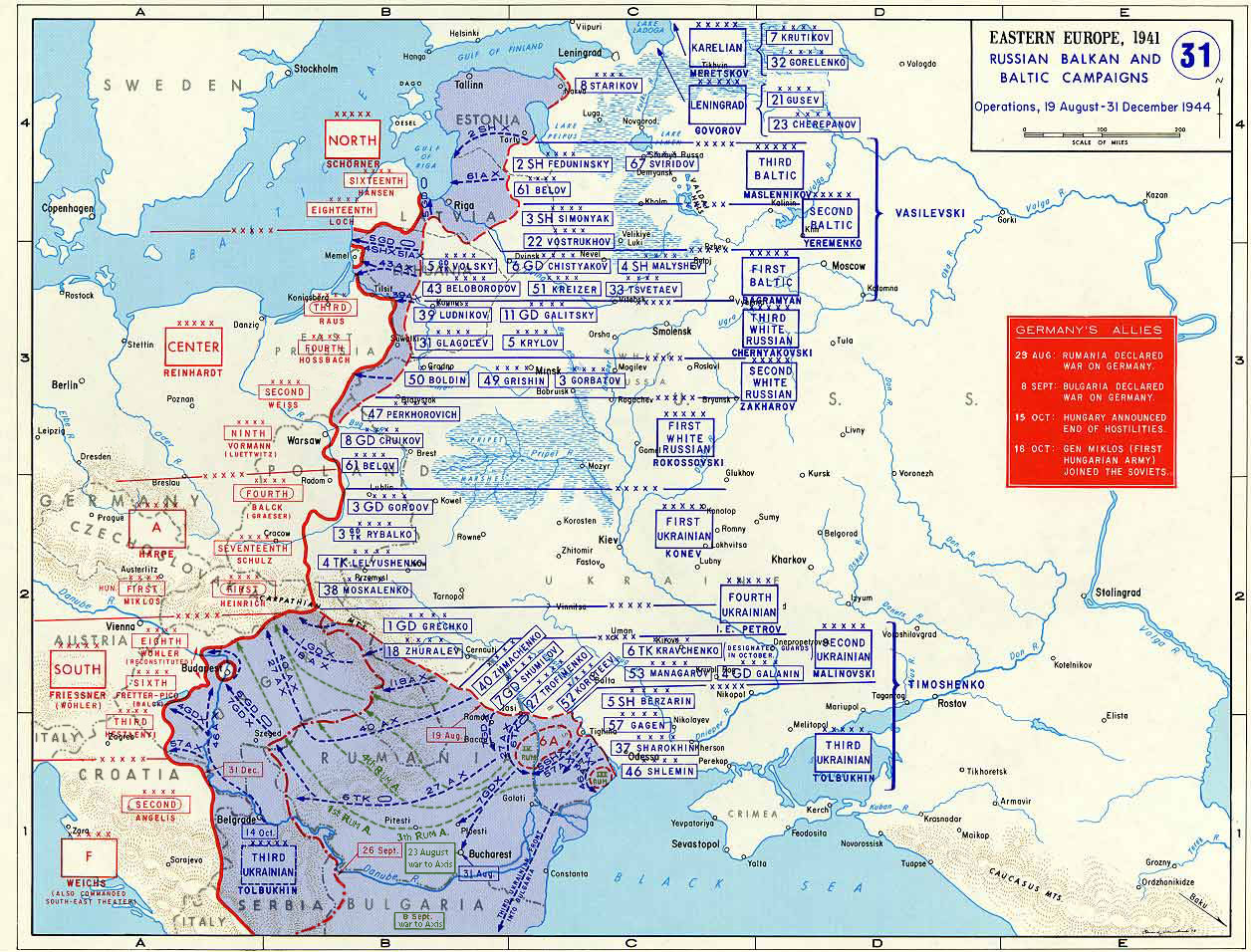
Operaţiunile sovietice de pe 19 august până pe 31 august 1944

Frontul al II-lea cât și al III-lea au reușit dubla învăluire a Armatei a 6-a germană și o parte a Armatei a 8-a. Linia defensivă germano-română s-a prăbușit la două zile de la începutul ofensivei, lovitura mobilă sovietică principală fiind dată de Corpul al 6-lea de Gardă Mecanizat. Ruptura inițială a liniei frontului în sectorul Armatei a 6-a a avut o adâncime de 40 km, în dimineața zilei de 21 august fiind distrusă toată rețeaua de aprovizionare din spatele frontului germano-român.
Până la 23 august, Divizia Panzer nr. 13 încetase să mai existe ca forță coerentă de luptă, iar Armata a 6-a fusese încercuită pe o adâncime de 100 km. Grupul mobil al Armatei Roșii a reușit să taie retragerea formațiunilor germane care doreau să ajungă în Ungaria. Germanii din mai multe pungi împresurate au încercat să rupă încercuirea, dar au reușit să scape de capturare numai grupuri mici. 

### Efectivele implicate în luptă
Densitatea pe kilometru de front a sovieticilor:
- infanterie – 230 până la 248
- tunuri și mortiere – 4,5 până la 7,7
- tancuri și tunuri de asalt – 18

Raportul de forțe:
- infanterie – 1:3
- artilerie – 1:7
- tancuri și tunuri de asalt – 1:11.2

### Luptele germano-române
În acest timp, la București, regele Mihai l-a îndepărtat de la putere și arestat pe mareșalul Ion Antonescu. Trupele germane au intervenit, însă au fost împiedicate de riposta armatei române, precum și de atacurile sovieticilor pe front. Soldații germani care apărau câmpurile petrolifere de la Ploiești și rafinăriile prahovene au fost alungați de armata română, iar în momentul în care au încercat să se retragă în Ungaria au suferit pierderi grele.

### Prezumtivul colaps al armatei române

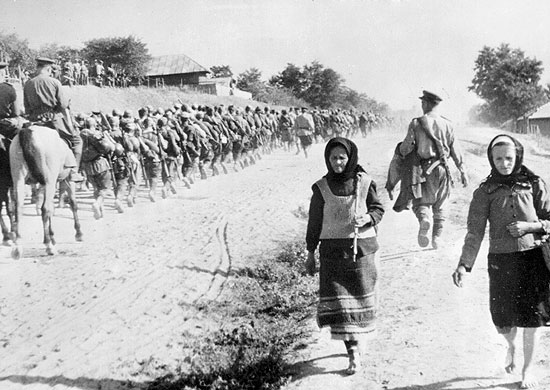
Avansul trupelor sovietice prin Basarabia, sf. lunii august 1944.

S-a spus adesea că prăbușirea rapidă și totală a liniilor germane ar fi fost cauzată de trădarea românilor. Un studiu sovietic al operațiunilor de luptă indică că o asemenea prezumție este eronată. Trupele române au rezistat atacurilor sovietice în multe cazuri, dar echipamentul antitanc depășit, artileria și armamentul antiaerian nu le-a permis să respingă toate atacurile. Divizia I blindată, comandată de generalul de brigadă Radu Korne, a rezistat cu dârzenie, fiind, însă, nevoită să lupte în defensivă, datorită superiorității ca număr a blindatelor sovietice și a lipsei sprijinului infanteriei (complet decimată în sectorul de luptă în care acționa divizia blindată română). În prima zi de luptă, divizia I blindată română a pierdut jumătate din tancurile de care dispunea, deși numărul tancurilor sovietice distruse a fost de două ori mai mare decât pierderile proprii (printre ele numărându-se și tancuri grele Iosif Stalin). Lovitura de stat care a dus la încetarea unilaterală a luptelor din partea armatei române s-a petrecut în condițiile în care armatele sovietice pătrunseseră adânc în România, iar Armata a 6-a fusese împresurată.

### Urmări
Trupele germane au suferit pierderi foarte mari – cel puțin 200.000 de oameni, în timp ce sovieticii au pierdut foarte puțini soldați într-o ofensivă de asemenea amploare. Amenințarea înaintării sovietice spre Iugoslavia a determinat Germania să-și retragă armatele din Grecia și Iugoslavia, pentru a le salva de primejdia unei încercuiri de proporții. 
La nivel politic, ofensiva a precipitat acțiunea regelui Mihai de înlăturare de la putere a mareșalului Antonescu și de scoatere a țării din Axă. Aproape imediat după momentul 23 august 1944, între români și foștii aliați germani și unguri a izbucnit războiul pentru eliberarea teritoriului cedat Ungariei după Dictatul de la Viena din 1940.

## Pierderi

### Sovieticii
Soldați:
- 13.197 morți și dispăruți
- 53.933 răniți.

Materiale:
- 75 tancuri și tunuri autopropulsate
- 108 tunuri și mortiere
- 111 avioane

### Germanii
Soldați:
- cel puțin 200.000 morți și dispăruți, precum și un număr necunoscut de răniți

Materiale:
- 83 tancuri și tunuri autopropulsate
- 3.500 tunuri
- 3.300 diferite vehicule
- 330 avioane

### Românii
Soldați:
- 8.305 morți
- 24.989 răniți
- 153.883 dispăruți sau prizonieri